# 철질운석

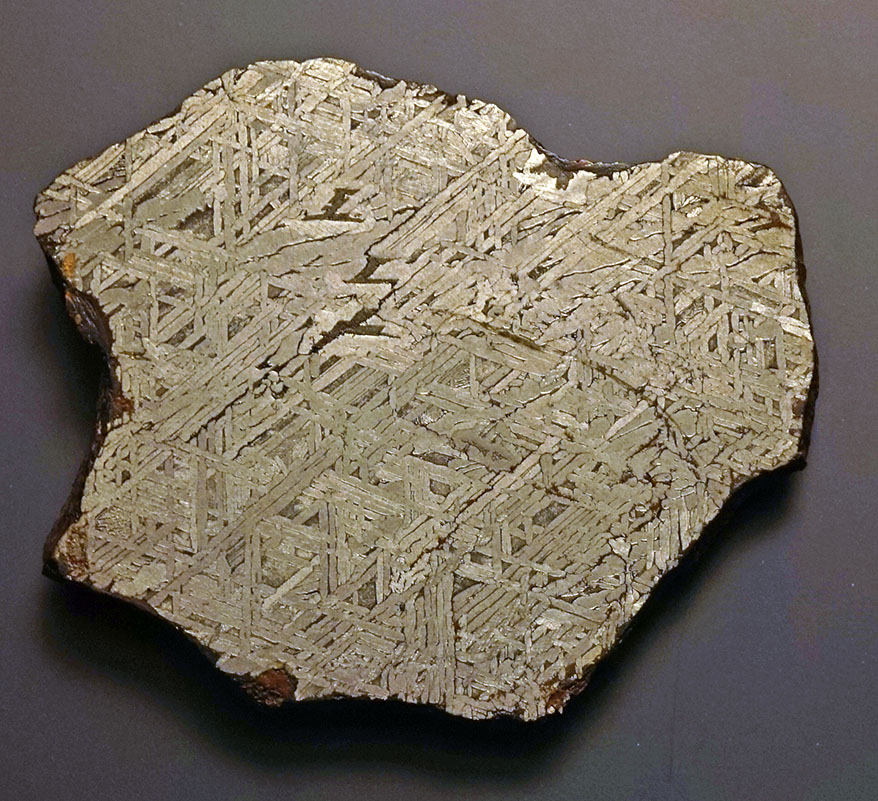

철질운석(鐵質隕石)은 니켈-철 합금으로 주로 구성된다. 이들 운석에서 나온 금속은 운석 철로 알려져 있다. 그것은 인간이 쓸 만한 철의 초기 근원 중 하나였다. 
이들은 관측된 운석의 5~7% 정도로 석질의 운석에 비해 훨씬 귀하였지만 역사적으로 수집되어 온 운석의 주류이다. 왜냐하면 
- 석질운석에 비해 쉽게 운석으로 인식되었다.
- 풍화작용에 강하였다.
- 대기권 돌파가 가능하다. 그리하여 큰 조각으로 발견될 확률이 높다.